# Enrique Santos Discépolo
Enrique Santos Discépolo Deluchi (Buenos Aires, 27 de março de 1901 — 23 de dezembro de 1951) foi um poeta, compositor, ator e dramaturgo argentino. Um dos mais prolíficos autor de letras de tango, Discépolo também era conhecido como Discepolín. Seu irmão, Armando Discépolo, também dramaturgo, foi um dos maiores nomes do teatro argentino.

## Vida
Era filho de "Don Santo", um músico napolitano que havia emigrado para Buenos Aires e conhecido como "Discepolín", por seu aspecto franzino. Seu pai morreu quando tinha nove anos de idade, circunstância que fez com que seu irmão Armando assumisse importante papel em sua educação.
Em 1917, estreou como ator de teatro ao lado de Roberto Casaux. Depois atuaria em outras peças escritas pelo irmão Armando, como: "El hombre solo", "El organito" e "Mustafá".
Uma de suas primeiras composições foi: "Que vachaché", de 1926, que não fez sucesso na época.
Em 1928,  Azucena Maizani interpretou: "Esta noche me emborracho", composta por Discepolín.
Também naquele ano, se casou com cantora Tânia (Ana Luciano Divis), com quem permaneceria unido até 1951.
Em 1931, Tânia gravou um disco, pela Columbia, com várias composições de Discepolín, como: "Justo el 31", "Yira Yira", "Confesión", "Sueño de Juventud".
Depois disso, Tita Merello interpretaria "Que vachaché", e a canção passaria a ter grande sucesso, sendo cantada inclusive por músicos argentinos na Europa.
Na década de 1930, trabalhou como comentarista na Rádio Municipal, sendo apreciado por sua ironia.
As principais características de suas composições são a angustia e a ironia. Seus maiores sucessos foram: "Cambalache" (1935), "Uno" (1943) e "Cafetín de Buenos Aires" (1948).

## Cambalache
A obra mais conhecida de Discépolo no Brasil é o tango Cambalache, publicado em 1935, e regravado por Caetano Veloso, em 1969, por Angela Ro Ro em 1982, por Raul Seixas, em 1987, numa versão em português de sua autoria, e por Gilberto Gil, em 2004, também tendo sido gravada por um dos maiores expoentes da música argentina, Ástor Piazzolla. A canção, debochada constatação das indignidades perpetradas pela humanidade no Século XX, foi profeticamente composta antes da Segunda Guerra Mundial, ou seja, antes das piores barbaridades do século, razão pela qual deve ter sido tão regravada, sem nunca perder a atualidade.
Existe um boato que diz que Cambalache foi a última obra de Discépolo e que após escrevê-la ele tirou a própria vida com um tiro na cabeça. Esse boato não corresponde à verdade, já que Cambalache é de 1935 e o artista viveu e compôs até 1951.